# Elisabeth av Österrike (1554–1592)
Elisabeth av Österrike, född 5 juli 1554, död 22 januari 1592, var drottning av Frankrike, gift med kung Karl IX av Frankrike. Hon var dotter till kejsar Maximilian II och Maria av Spanien.

## Biografi
Elisabeth uppfostrades i skyddad isolering och beskrivs som mycket religiös och naiv. Hon var sin fars favorit och undervisades i religion av sin religiösa mor. Äktenskapsförhandlingarna påbörjades 1562. Hon blev 1570 gift med Karl IX av Frankrike, först i Wien i hans frånvaro, och sedan i hans närvaro i Paris under stora kostnader, trots landets dåliga ekonomi. 

### Drottning
Karl hade redan en älskarinna, Marie Touchet, som han var uppriktigt förälskad i och hade en son med, men han trivdes ändå med Elisabeth och var snäll mot henne. Själv blev Elisabeth förtjust i Karl och roade efter bröllopet hovet genom att kyssa honom i andras närvaro. Hon var mycket naiv och religiös efter en ytterst skyddad uppväxt. Detta fick hennes nya släktingar att uppträda beskyddande mot henne. Hon var omtyckt men obetydlig vid det franska hovet, där hon inte hade någon funktion att fylla utom den rent ceremoniella som drottning. Elisabeth fortsatte att gå i mässan varje dag och trivdes aldrig vid det franska hovet utan chockades av dess sexuella frihet och ateism. 
Hennes svärmor såg noga till att hålla henne på avstånd från statsaffärer. Hennes enda politiska markering var då hon förvägrade protestanter att kyssa hennes hand då de togs emot vid hovet. Elisabeth talade tyska, italienska, spanska och latin men lärde sig aldrig tala franska särskilt väl och blev ensam i Frankrike, där hennes enda nära vän blev hennes svägerska, Margareta av Valois. 
Elisabeth var gravid under Bartolomeinatten 1572 och var inte närvarande i Paris utan befann sig ute på landet. Till skillnad från många andra katoliker ska hon inte ha jublat då hon fick höra om massakern på protestanterna. Hon mottog böner om hjälp och lyckades utverka löftet att utländska (tyska) protestanter skulle undantas från döden. Elisabeth fick dottern Marie-Elisabeth (1572–1578), uppkallad efter henne själv och makens älskarinna. 

### Senare liv
Elisabeth ska ha sörjt uppriktigt vid Karls död 1574. Hon vägrade följa sin fars råd att gifta om sig med Karls efterträdare, sin före detta svåger Henrik III av Frankrike. Hon gav sin förmögenhet till sin före detta svägerska, Margareta av Valois, som blivit utstött av sin familj. Efter att sorgeperioden var slut lämnade hon sin dotter och reste 1575 tillbaka till Österrike. Vid dotterns död 1578 grundade hon ett kloster av klarissornas orden i Wien, där hon levde resten av sitt liv. Hon tackade nej till flera äktenskapsförslag och skrev även två böcker.